# Esteban Cambiasso
Esteban Cambiasso est un footballeur international argentin né à Buenos Aires le 18 août 1980. Il évolue au poste de milieu de terrain.

## Biographie
Esteban Cambiasso a été formé en Argentine, tout d'abord à Argentinos Juniors (de 1991 jusqu'en 1996) avant de rejoindre le Real Madrid Castilla (de 1996 à 1998) et l'Independiente (de 1998 à 2001). Après quelques saisons où il s'est illustré dans le club, il rejoint River Plate, mais n'y reste cependant qu'une seule saison, avant d'aller au Real Madrid, en équipe première cette fois.
À Madrid, Cambiasso ne parvient pas à s'imposer véritablement. Il décide donc de changer de championnat, et migre en Serie A.
Il rejoint donc l'Inter Milan en 2004, dont il devient un élément important. Polyvalent, il peut aussi bien jouer en milieu défensif qu'en défenseur central.
Lors de la Coupe du monde 2006, Cambiasso marqua l'un des plus beaux buts de la compétition, un exploit collectif finissant sur une talonnade décisive et une belle frappe du gauche de Cambiasso.
Il a prolongé le 23 mars 2009 son contrat avec l'Inter Milan, jusqu'en juin 2014.
Écarté par le sélectionneur Diego Maradona pour la Coupe du monde 2010, Cambiasso effectue son retour en sélection lors du match amical contre l'Espagne, que l'Argentine remporte 4-1.
Le 28 août 2014, il signe un contrat d'un an pour Leicester City.
Le 7 août 2015, il s'engage en faveur de l'Olympiakos pour deux saisons.
Le 8 septembre 2017, il annonce qu'il met un terme à sa carrière pour entamer sa reconversion en tant que directeur technique du club grec.

## Palmarès
- River Plate
  - Vainqueur du championnat d'Argentine en 2001

- Real Madrid
  - Vainqueur de la Coupe intercontinentale en 2002
  - Vainqueur de la Supercoupe de l'UEFA en 2002
  - Vainqueur du championnat d'Espagne en 2003

- Inter Milan
  - Vainqueur de la Coupe du monde des clubs en 2010.
  - Vainqueur de la Ligue des champions en 2010
  - Vainqueur du championnat d'Italie en 2006, 2007, 2008, 2009 et 2010
  - Vainqueur de la Coupe d'Italie en 2005, 2006, 2010 et 2011
  - Vainqueur de la Supercoupe d'Italie en 2010
  - Finaliste de la Supercoupe d'Europe en 2010

- Olympiakos
  - Vainqueur du championnat de Grèce : 2016 et 2017
- Argentine
  - Vainqueur de la Coupe du monde des moins de 20 ans en 1997
  - Finaliste de la Coupe des confédérations en 2005
  - Finaliste de la Copa América en 2007

### Buts internationaux
| Buts en sélection de Esteban Cambiasso | Buts en sélection de Esteban Cambiasso | Buts en sélection de Esteban Cambiasso   | Buts en sélection de Esteban Cambiasso | Buts en sélection de Esteban Cambiasso | Buts en sélection de Esteban Cambiasso | Buts en sélection de Esteban Cambiasso  |
| #                                      | Date                                   | Lieu                                     | Adversaire                             | Score                                  | Résultats                              | Compétitions                            |
| -------------------------------------- | -------------------------------------- | ---------------------------------------- | -------------------------------------- | -------------------------------------- | -------------------------------------- | --------------------------------------- |
| 1                                      | 21 juin 2005                           | Frankenstadion, Nuremberg                | Allemagne                              | 2-2                                    | 2-2                                    | Coupe des confédérations 2005           |
| 2                                      | 16 juin 2006                           | Veltins-Arena, Gelsenkirchen             | Serbie-et-Monténégro                   | 2-0                                    | 6-0                                    | Coupe du monde 2006                     |
| 3                                      | 5 juin 2007                            | Camp Nou, Barcelone                      | Algérie                                | 3-2                                    | 4-3                                    | Match amical                            |
| 4                                      | 10 septembre 2008                      | Estadio Monumental "U", Lima             | Pérou                                  | 1-0                                    | 1-1                                    | Éliminatoires de la Coupe du monde 2010 |
| 5                                      | 26 mars 2011                           | New Meadowlands Stadium, East Rutherford | États-Unis                             | 1-0                                    | 1-1                                    | Match amical                            |